# Antonio Ferrari (partigiano)
Antonio Ferrari (Modena, 19 gennaio 1925 – Marano sul Panaro, 25 agosto 1944) è stato un partigiano italiano.

## Biografia
Figlio di Mario e Teresa Silingardi, rimase sin dall’adolescenza orfano di padre. Dopo aver concluso elementari e medie, si iscrisse al Liceo classico Ludovico Antonio Muratori di Modena. Già dai primi anni liceali si attivò negli ambienti della Gioventù Italiana di Azione Cattolica e durante quel periodo ebbe presto modo di maturare le convinzioni avverse all’ideologia fascista.

Iscrittosi alla facoltà di Medicina e chirurgia dell’Università di Modena, per mantenersi agli studi, iniziò a collaborare al quotidiano locale La Gazzetta dell’Emilia come correttore di bozze dove conobbe  gli ambienti operai e la propaganda clandestina del Partito comunista, grazie soprattutto all’amicizia con Luigi Benedetti, conosciuto poi col nome di battaglia Secondo commissario politico della divisione Modena montagna.

Quando venne a sapere della caduta del regime fascista e il conseguente armistizio di Cassibile, il Ferrari prese subito contatto con Arturo Anderlini, garante del nuovo comitato organizzativo promosso dai partiti antifascisti, che già in passato si era occupato di salvare i militari alleati fuggiti dai campi di prigionia italiani. Il giovane modenese ebbe un ruolo rilevante per l’ottima conoscenza delle lingue straniere, tra cui l’inglese, il francese ma soprattutto il tedesco; per tanto gli fu affidato il compito di tenere i contatti con i diversi militari nascosti. 
Il 22 febbraio del 1944 Arturo Anderlini, dopo essere stato catturato, venne condannato a morte e giustiziato mediante fucilazione. Appena il giovane Ferrari venne a saper che l’amico era morto, sospese la sua attività per il comitato e si allontanò velocemente da Modena, ma nel tentativo di superare la linea del fronte per raggiungere l’Italia liberata venne fatto prigioniero dai tedeschi, condotto nel carcere di Sora, in provincia di Frosinone e rinchiuso nel braccio politico. Durante un bombardamento aereo degli alleati il ragazzo riuscì a evadere e ritornare a Modena. Qui, nel mese di maggio, decise di raggiungere una formazione partigiana che era nei pressi di Montefiorino, entrando di fatto nella formazione capitanata da Ermanno Gorrieri detto Claudio.
Dopo che i tedeschi con l’operazione Wallenstein III, attuata tra il 30 luglio e il 7 agosto del 1944, riuscirono a causare la caduta della neo nata Repubblica partigiana di Montefiorino, Antonio Ferrari fu obbligato a spostarsi nel territorio della valle del Panaro, entrando così nella brigata partigiana Silvino Folloni, guidata da Adolfo Bambini detto il Toscano.

Fatto prigioniero il 17 agosto 1944, durante gli scontri avvenuti tra partigiani e truppe tedesche a  Selva di Puianello e Ospitaletto, frazione del comune di Marano sul Panaro, venne poi rinchiuso con altri compagni nella struttura di Villa Santi a Campiglio, frazione del comune di Vignola.

Sottoposto a interrogatori e brutali torture, il ragazzo ribadì a più riprese la ferma volontà di non riferire alcuna informazione che potesse risultare utile alla cattura di altri partigiani attivi nella zona.
Il 25 agosto, dopo un processo sommario, venne portato via da Villa Santi e condotto in località Ospitaletto dove fu giustiziato tramite fucilazione.

## Intitolazioni
Poco dopo la sua morte, fu dedicata a suo nome la 27ª brigata Garibaldi della divisione partigiana di Modena.
Nel dopoguerra in sua memoria gli venne intitolata la sezione del Pci di Modena e l’Università Di Modena, dove era stato studente, gli assegnò la Laurea honoris causa in Medicina e chirurgia. Inoltre nel gennaio 2007 sempre a Modena, gli è intitolata la Biblioteca dell’Istituto storico della Resistenza e della società contemporanea.